# Mylonchus ubis
Mylonchus ubis är en rundmaskart som beskrevs av Clark 1961. Mylonchus ubis ingår i släktet Mylonchus, ordningen Mononchida, klassen Adenophorea, fylumet rundmaskar och riket djur. Inga underarter finns listade i Catalogue of Life.